# Sebastiano Rumor
Sebastiano Rumor (* 29. Mai 1862 in Vicenza; † 17. Juni 1929 in Jerusalem) war ein italienischer katholischer Priester, Bibliothekar und Historiker.

## Leben

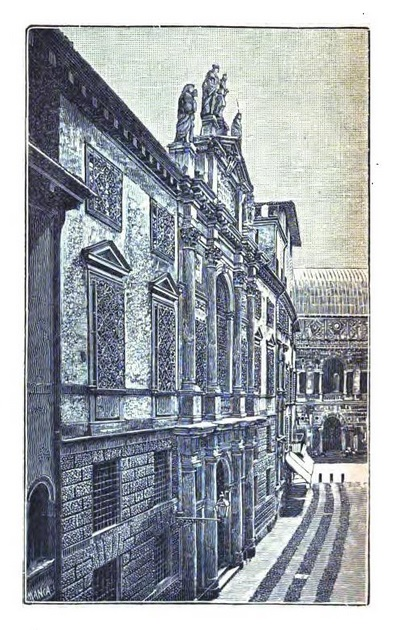
Seitenfassade des Palazzo Monte di Pietà in Vicenza mit Eingang zum ehemaligen Sitz der Biblioteca Civica Bertoliana (1892)

Sebastiano Rumor wurde 1886 zum Priester geweiht. 1890 zum stellvertretenden Direktor der Biblioteca Civica Bertoliana, der Stadtbibliothek von Vicenza, ernannt, wurde er 1925 in der Nachfolge von Domenico Bortolan (1850–1928) Direktor dieser Einrichtung.
Rumor verfasste zahlreiche Publikationen zur Geschichte seiner Heimatstadt. Von besonderer Bedeutung sind seine Bibliographie zur Geschichte von Vicenza und Umgebung und sein Werk zu den Vicentiner Autoren des 18. und 19. Jahrhunderts. Signiert mit S. Rumor schrieb er Einträge für das Allgemeine Lexikon der Bildenden Künstler von der Antike bis zur Gegenwart, insbesondere zu Künstlern aus Vicenza. Auch verfasste er die Bibliografien der Werke zweier seiner Freunde – des 1888 verstorbenen Dichters Giacomo Zanella und des 1911 verstorbenen Schriftstellers Antonio Fogazzaro.
Sebastiano Rumor war Mitglied in mehrerer Vereinigungen und Einrichtungen Venetiens, so der Deputazione di Storia Patria per le Venezie, des städtischen Museums von Vicenza, der Accademia Olimpica in Vicenza, des Ateneo Veneto di Scienze, Lettere ed Arti in Venedig sowie der Accademia Roveretana degli Agiati in Rovereto. Von 1899 bis 1911 war er Mitglied der Società bibliografica italiana.
Seine Bibliothek vermachte Rumor seiner Heimatstadt.

## Schriften (Auswahl)
- Bibliografia della città e provincia di Vicenza. 2 Bände, Tipografia S. Giuseppe, Vicenza 1891–1939.
- mit Domenico Bortolan: La Biblioteca Bertoliana di Vicenza. Vicenza 1892 (archive.org).
- Antonio Fogazzaro. La sua vita. Le sue opere, i suoi critici. Casa editrice Galli, Venedig 1899 (archive.org – Antonio Fogazzaro. Sein Leben. Seine Werke und seine Kritiker).
- Il blasone vicentino. Descritto ed illustrato (= Miscellanea di storia veneta 2. Ser. Band 5). Deputazione di storia patria per le Venezie, Venedig 1899 (archive.org – Beschreibung und Illustration Vicentiner Wappen).
- Pompeo Molmenti: Antonio Fogazzaro, la sua vita e le sue opere. Ulrico Hoepli, Mailand 1900 (archive.org – Antonio Fogazzaro. Leben und Werk – mit einer Bibliographie zu Fogazzaro, verfasst von Sebastiano Rumor im Anhang).
- La vita e le opere di Fedele Lampertico. Tipografia S. Giuseppe, Venedig 1907 (archive.org – Leben und Werk Fedele Lamperticos).
- Gli scrittori vicentini dei secoli decimottavo e decimonono (= Miscellanea di storia veneta 2. Ser. Band 11). 3 Bände, Tipografia Emiliana, Venedig 1905–1908 (Band 1, archive.org, Band 2, archive.org, Band 3 archive.org – Vicentiner Autoren des 18. und 19. Jahrhunderts).
- Storia documentata del santuario di Monte Berico. Officina grafica pontificia S. Giuseppe, Vicenza 1911 (archive.org – Geschichte der Kirche auf dem Monte Berico in Vicenza).
- Il palazzo della Banca Popolare già dei Conti di Thiene a Vicenza. Note di storia e d’arte. Arti Grafiche Vicentine, Vicenza 1912 (archive.org).